# 波伊諾 (密蘇里州)
波伊諾（英語：Poynor）是位於美國密蘇里州里普利縣的非建制地區。

## 歷史
波伊諾的郵局於1891年設立，其後於1992年停運。

## 地理
波伊諾所處的海拔為高於海平面134米（即440英呎），而該地所採用的時區為UTC-6，即北美中部時區（CST）。同時該地設有夏令時間，為UTC-6調快一小時，即UTC-5（CDT）。